# 橋本愛
橋本愛（日語：橋本 愛，1996年1月12日—）是一位日本女演員。熊本縣出身，隸屬Sony Music Artists旗下，以成為雜誌模特兒進入演藝界，從2010年起，因在《告白》、《貞子3D》、《聽說桐島退社了》等電影中飾演重要角色而受到注目。曾獲得第36屆日本電影金像獎優秀新人演員獎、第86屆電影旬報十佳獎新人女演員獎等電影獎頊。

## 經歷

### 加入演藝界
2008年，橋本愛參加了由Sony Music Artists（SMA）屬下的Newcome舉辦的「HUAHUA甄選會」並獲到大獎，當時12歲的橋本得以在演藝界出道。同年，她也參加了由Horipro為發掘新人而舉辦的「第33屆Horipro Talent Scout Caravan」，成為8名打進決賽的參加者之一，唯未能取勝。該屆取勝的是高田光莉。
2009年，橋本參加了女性潮流雜誌《Seventeen》舉辦的「Miss Seventeen」模特兒甄選會，跟工藤惠美、高田有紗、廣瀨愛麗絲一起從5,267名報名者中脫穎而出，獲獎並成為該雜誌的專屬模特兒。橋本是當時最年輕的《Seventeen》模特兒。其後她在2010年參演其首部電影作品，為她自己主演的《Give and Go》。她在戲中飾演患有聽覺障礙的少女。

### 演員生涯
橋本在2010年於電影《告白》中飾演三個主要學生角色之一——班長「北原美月」。在這部電影開始兩個月前，導演中島哲也替他們三個特訓，橋本指特訓有「用校歌歌詞演戲」、「變成自己以外的人」等內容。由於《告白》大熱，囊括多個獎項，橋本亦隨之受到注目。其後亦出演了《管制塔》、《Avatar》、《HOME 親愛的座敷童子》等多部電影。其中她因在2012年5月電影《貞子3D》飾演經典恐怖片角色「貞子」，再次引起話題。
在2012年的下半年，她更在小說改編電影《Another》，以及在第36屆日本電影金像獎最佳電影《聽說桐島退社了》等電影中擔任女主角。她憑在這些電影的表現，於該年獲得第36屆日本電影金像獎優秀新人演員獎、第86屆電影旬報十佳獎新人女演員獎等電影獎頊。加上年尾的《使者》，她在2012年共出演了8套電影。
在2013年，橋本因在4月至9月播放的NHK晨間劇《小海女》飾演主角天野秋的好友「足立結衣」，開始在電視劇方面受到注意。此外，她在上半年共出演了三套電影，包括由她主演的《再見Debussy》。藉着以上的表現，她在由Oricon舉辦的「2013年上半年爆紅女演員」（2013年上半期に最もブレイクしたと思う女優）問卷調查中位列第二，成為眾多演員當中表現較為突出的幾位年輕女演員。
在2013年下半，橋本於同年10月20日起播放的NHK電視劇《天才數學少女》中飾演女主角「難波核桃」（難波くるみ），在劇裏飾演以數學解決困難案件的女大學生。這次是她首次主演電視連續劇，男主角由高良健吾飾演。
2014至15年，主演電影《小森林》，飾演在農村生活的獨居女孩市子，實際的農業耕作及料理皆由橋本愛本人親自完成，不假手他人，清新自然的演技備受好評。
2018年首度參與NHK大河劇「西鄉殿」演出，但因歷史角色原因戲份只約3集；直到2019年和宮藤官九郎合作的大河劇「韋駄天～東京奧運故事～」正式列入主要演員群，也是2013年NHK晨間劇「小海女」再度和宮九合作；2021年三度出演大河劇「直衝青天」飾演日本資本主義之父澀澤榮一的妻子「澀澤千代」，正式擔任女主角，也是少數四年內三度出演大河劇的演員。

## 個人
- 家中三姊妹的次女[15]
- 在訪問中提過以志田未來為目標[1][15]
- 十分喜歡衣服

## 影視作品

### 電影
| 年份 | 標題                                      | 角色         | 電影公司                        | 備註           |
| ---- | ----------------------------------------- | ------------ | ------------------------------- | -------------- |
| 2010 | Give and Go                               | 大島夏希     | Give and Go製作委員會           | 出道作品，主演 |
| 2010 | 告白                                      | 北原美月     | 東寶                            |                |
| 2011 | 管制塔                                    | 瀧本瑞穗     | 日本索尼音樂娛樂                | 主演           |
| 2011 | Avatar                                    | 阿武隈川道子 | 太秦                            | 主演           |
| 2011 | 大木家的快樂旅行 新婚地獄篇               | 芳子         | GAGA                            |                |
| 2012 | HOME 愛的座敷童子                         | 高橋梓美     | 東映                            |                |
| 2012 | 貞子3D                                    | 貞子         | 角川映畫                        |                |
| 2012 | Blood-C The Last Dark                     | 柊真奈       | 松竹                            | 配音           |
| 2012 | Soup～再生物語～                          | 西村千秋     | 東寶                            |                |
| 2012 | Another                                   | 見崎鳴       | 東寶                            | 主演           |
| 2012 | 聽說桐島退社了                            | 東原霞       | SHOWGATE                        |                |
| 2012 | BUNGO～適度的欲望～ 告白的紳士們「鮨」    | 知葉         | 角川映畫                        | 主演           |
| 2012 | 使者                                      | 嵐美砂       | 東寶                            |                |
| 2013 | 再見了，德彪西                            | 香月遙       | 東京劇場                        | 主演           |
| 2013 | 我只是還沒有全力以赴                      | 大黑鈴子     | 松竹                            |                |
| 2013 | 吻                                        | 国村遙       | 東映                            |                |
| 2014 | 大人DROP                                  | 入江杏       | 東寶                            |                |
| 2014 | 渴望。                                    | 森下         | GAGA                            |                |
| 2014 | 小森林–夏・秋篇（リトル・フォレスト 夏・秋）                       | 市子         | 松竹                            | 主演           |
| 2014 | 寄生獸 PART1                              | 村野里美     | 東寶                            |                |
| 2015 | 小森林–冬・春篇（リトル・フォレスト 冬・春）                       | 市子         | 松竹                            | 主演           |
| 2015 | 寄生獸 PART2                              | 村野里美     | 東寶                            |                |
| 2016 | 殘穢-不能住的房間                         | 久保亞紗美   | 松竹                            | 主演           |
| 2016 | 贝壳收藏家 / Shell Collector              | 弓場蔦子     | Bitters End                     |                |
| 2016 | 美麗的人                                  | 透子         |                                 | 主演           |
| 2016 | 生日卡片                                  | 鈴木紀子     | 東映                            | 主演           |
| 2016 | 古都                                      | 佐田舞       | 東映                            | 主演           |
| 2017 | 井之头恩赐公园 / 公園小情歌               | 純           | boid                            | 主演           |
| 2017 | 美麗之星                                  | 大杉曉子     | 東映                            |                |
| 2018 | 这里很无聊，快来接我 / 這裡好無趣來帶我走 | 我           | 角川映畫                        | 主演           |
| 2018 | 仙踪乐园 / 小資女孩奮鬥記：遊樂園的奇蹟   | 玉地彌生     | HIGH BROW CINEMA / Phantom-Film |                |
| 2019 | 21世紀的女子                              |              | ABC RIGHTS                      | [ 16 ]         |
| 2020 | Goodbye~從謊言開始的人生喜劇~             |              | Kino Films                      |                |
| 2022 | ×××HOLiC                                  | 座敷童子     | 松竹 / Asmik Ace                |                |
| 2024 | 以早乙女香夏子為例 (電影)                 | 早乙女香夏子 | 日活 / KDDI                     |                |

### 電視劇
| 年份   | 標題                                               | 角色             | 日期                            | 電視台         | 集數             | 備註   |
| ------ | -------------------------------------------------- | ---------------- | ------------------------------- | -------------- | ---------------- | ------ |
| 2010   | MM9-MONSTER MAGNITUDE-                             | 二田良秋津       | 7月21日、8月11日、9月22日－29日 | 每日放送       | 第3、6、12－13集 |        |
| 2011   |                                                    | 美加             | 2月4日                          | NHK            | 單集             |        |
| 2011   |                                                    | 真鍋由紀         | 3月31日                         | 富士電視台     | 單集             | 主演   |
| 2011   | 新你所不知道的世界「褪色的最後一封情書」           | 繪里子             | 8月25日                         | 日本電視台     | 第2集            | 主演   |
| 2012   | 罪與罰 A Falsified Romance                         | 馬場光           | 4月29日－6月3日                 | WOWOW          |                  |        |
| 2012   | 「理由」                                           | 石田由香利       | 5月7日                          | TBS            | 第1集            | 主演   |
| 2012   | 初戀                                               | 豐崎綠（1984年） | 5月22日－7月17日                | NHK            |                  |        |
| 2012   | 彩色日村                                           | 橋本愛／梨奈     | 10月29日                        | TBS            | 第3集            |        |
| 2012   |                                                    | 瓜生桃子         | 12月7日                         | NHK福岡        | 單集             |        |
| 2013   | 小海女                                             | 足立結衣         | 4月1日－9月28日                 | NHK            |                  |        |
| 2013   | Hard Nut！～數學女孩的戀愛事件簿～                 | 難波胡桃         | 10月20日－12月8日               | NHK            | 全集             | 主演   |
| 2014   | 青山One Seg開發 念力！（ねんりき!）北石器山高校超能力研究部 | 育子             | 2月6日－27日                    | NHK教育頻道    | 全集             | 主演   |
| 2014   | 年輕人們2014                                       | 永原香澄         | 7月9日－9月24日                 | 富士電視台     | 全集             |        |
| 2018年 | 西鄉殿                                             | 須賀             | 2月18日－2月25日                | NHK            | 第7、8集         |        |
| 2018年 | dele刪除人生                                       | 楠瀬百合子       | 8月24日                         | 朝日電視台     | 第5集            |        |
| 2019年 | 韋駄天～東京奧運故事～                             | 小梅             | 1月6日－                        | NHK            | 第1集－          |        |
| 2019年 | 長閒之庭                                           | 朝比奈元子       | 6月2日－6月23日                 | NHK BS Premium | 全集             | 主演   |
| 2019年 | 同期的櫻                                           | 月村百合         | 10月9日－12月18日               | 日本電視台     | 全集             | [ 18 ] |
| 2020年 | 帕累托的誤算～社工殺人事件                         | 牧野聰美         | 3月7日－4月4日                  | WOWOW          | 全集             | 主演   |
| 2020年 | 35歲的少女                                         | 時岡愛美         | 10月10日－12月12日              | 日本電視台     | 全集             | [ 20 ] |
| 2021年 | 直衝青天                                           | 尾高千代         | 2月14日－12月                   | NHK            |                  | 女主角 |
| 2022年 | 家庭教師寅子                                       | 根津寅子         | 7月20日－9月21日                | 日本電視台     | 全集             | 主演   |
| 2023年 | 舞伎家的料理人                                     | 百子             | 1月12日                         | Netflix        | 全集             |        |
| 2023年 | 主播們的戰爭                                       | 和田実枝子       | 8月14日                         | NHK            | 單集             |        |
| 2023年 | Deaf Voice 法庭手語翻譯員                          | 手塚瑠美         | 12月16日・23日                  | NHK・NHK BS4K  | 全集             |        |
| 2024年 | 新宿野戰醫院                                       | 南舞             | 7月－                           | 富士電視台     | 全集             |        |
| 2025年 | 豈有此理〜蔦重繁華如夢故事〜                       | てい             | 1月－                           | NHK            |                  |        |

### 配音
- 電視動畫
  - 《緣結熊本（日语：なつなぐ!）》（2020年1月－，東京都會電視台等）－主演・欅夏奈[21]
- 動畫電影
  - 《Blood-C: The Last Dark》（2012年6月2日，松竹）－柊真奈
  - 《致我深愛的每個妳》（2022年10月7日，東映）－瀧川和音[22]

### PV
- JUJU《Hello, Again ～在以前的某處～》（2010年7月28日）
- Base Ball Bear《senko_hanabi》（2013年8月3日）
- 大森靖子《午夜青春異性交遊》《你和電影》（2013年12月11日）

## 獲獎
2012年
- 第4屆TAMA電影獎 最優秀新進女演員獎[23]
- 第34屆橫濱電影節 最優秀新人獎[23]
- 第86屆電影旬報十佳獎 新人女演員獎[11]
- 第36屆日本電影金像獎 優秀新人演員獎[11]
- 第67屆日本放送映画藝術大獎 電影部門 優秀新人獎

2013年
- 第4屆日本劇場人員電影節（日本シアタースタッフ映画祭） 助演女演員獎[24]

## 外部連結
- AI HASHIMOTO Official Web Site｜橋本愛 （页面存档备份，存于）（日語） - 官方网站
- 官方部落格 - 至 2015.04.15 （页面存档备份，存于）（日語）
- 官方部落格 - 2015.04.15 起（日語）
- 橋本愛的Instagram帳戶